# Stowe Buntz
Stowe Buntz (Portsmouth, Virginia, 27 april 1979) is een Amerikaanse darter. Hij is actief op toernooien van de PDC.

## Carrière
Buntz won tijdens de CDC Pro Tour 2023 drie toernooien op rij, wat van hem de tweede speler in de geschiedenis van de CDC die drie toernooien op rij heeft gewonnen maakte. Opmerkelijk hierbij was dat tijdens de halve finale van het tweede toernooi, met David Cameron als tegenstander, Buntz de handdoek in de ring leek te gooien door onder meer twee darts tegelijk naar het bord te gooien. Buntz wist de wedstrijd uiteindelijk door meerdere missers van Cameron nog te winnen. Mede hierdoor eindige hij als tweede op de CDC Pro Tour-ranglijst, waardoor hij zich wist te kwalificeren voor het PDC World Darts Championship 2024.
Op 21 oktober 2023 won Buntz de CDC Continental Cup, waardoor hij zich wist te kwalificeren voor de Grand Slam of Darts 2023 en de US Darts Masters 2024.
Op de Grand Slam of Darts werd Buntz in Groep E geloot, samen met Peter Wright, Dave Chisnall en Stephen Bunting. Zijn debuut op een PDC-major was tegen voormalig tweevoudig wereldkampioen Peter Wright, waar hij van won met 5–1. In zijn volgende match nam Buntz het op tegen Stephen Bunting, waar hij opnieuw van won met 5–3. Zijn laatste wedstrijd in de groepsfase tegen Dave Chisnall verloor hij met 5–4. Ondanks dat verlies werd Buntz wel groepswinnaar. In de tweede ronde versloeg Buntz de nummer 2 van Groep F, Andrew Gilding, met 10–5, waardoor Buntz de eerste Amerikaan ooit werd die de kwartfinales haalde in de Grand Slam of Darts. In de kwartfinale kwam Buntz opnieuw uit tegen Bunting, ditmaal verloor hij met 16–8.
Op het vierde toernooi van de CDC Pro Tour 2025 gooide Buntz een 9-darter.

## Resultaten op Wereldkampioenschappen

### PDC
- 2024: Laatste 96 (verloren van Kevin Doets met 0–3)
- 2025: Laatste 96 (verloren van Nick Kenny met 0–3)